# Aleska Diamond
Aleska Diamond (Komló, 6 agosto 1988) è un'ex attrice pornografica e acrobata ungherese.

## Carriera
La Diamond ha iniziato a lavorare nell'industria dell'intrattenimento per adulti durante il 2007. Secondo il sito IAFD è stata attiva nel settore fino al 2021 . Nel 2012 e nel 2013, ha vinto l'AVN Award for Female Foreign Performer of the Year. Dopo aver abbandonato la pornografia lavora come acrobata ed istruttrice di acrobazie. 
Nel 2016 ha vinto la medaglia d'argento nella specialità aerial hoop ai campionati mondiali di Air Power Athletics a Riga.

## Premi e nomination
| Anno | Cerimonia | Categoria                                   | Lavoro                                                                                     | Risultato       |
| ---- | --------- | ------------------------------------------- | ------------------------------------------------------------------------------------------ | --------------- |
| 2012 | AVN       | Female Foreign Performer of the Year        | N.D.                                                                                       | Vincitore/trice |
| 2013 | AVN       | Female Foreign Performer of the Year        | N.D.                                                                                       | Vincitore/trice |
| 2013 | XBIZ      | Foreign Female Performer of the Year        | N.D.                                                                                       | Candidato/a     |
| 2014 | AVN       | Best Sex Scene in a Foreign-Shot Production | The Ingenuous (con Anna Polina, Anissa Kate, Angel Piaff, Rita, Tarra White e Mike Angelo) | Vincitore/trice |
| 2014 | XBIZ      | Foreign Female Performer of the Year        | N.D.                                                                                       | Candidato/a     |